# Johann Bacmeister (Mediziner)

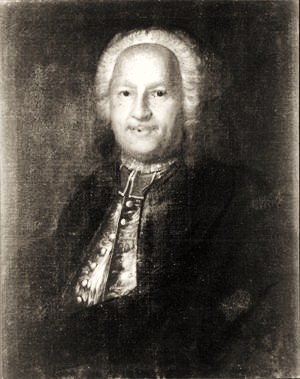
Bildnis Johann Bacmeister, Gemälde eines anonymen Meisters aus dem Bestand der Tübinger Professorengalerie

Johann Bacmeister, auch Johannes Bacmeister (* 24. Oktober 1680 in Travemünde; † 16. Oktober 1748 in Tübingen), war ein deutscher Mediziner in Tübingen und Leibarzt sowie Baden-Durlachscher Rat.

## Leben
Johann Bacmeister war Sohn des Predigers Sebastian Bacmeister in Travemünde und studierte ab 1699 in Rostock und in Leipzig Medizin. 1707 wurde er in Tübingen zum Doktor promoviert und 1710 zum Professor befördert. Darüber hinaus wurde er zum Physikus des Klosters Ebenhausen berufen und 1719 zum Baden-Durlachischen Rath und Leib-Medicus ernannt.
Bacmeister gab die Acta philippica mit Anmerkungen sowie die Acta Austriaca heraus sowie weitere Schriften seines Vaters und seiner selbst.

## Familie
Johann Bacmeister war verheiratet mit Maria Sophia Mögling (1683–1750), mit der er zwei Töchter und einen Sohn hatte. Die Tochter Maria Elisabeth Bacmeister heiratete später den Theologen und Rektor der Universität Tübingen, Christoph Friedrich Sartorius.

## Weblink
- Kurzinfos auf geneanet.org